# Elecciones municipales de Puno de 1980
Las elecciones municipales de Puno de 1980 se llevaron a cabo el 23 de noviembre de 1980 para elegir al alcalde y al Concejo Provincial de Puno para el periodo 1981-1983. La elección se celebró simultáneamente con elecciones municipales en todo el país. Fueron las primeras elecciones municipales en la provincia desde 1966, tras 12 años de gobierno militar.

## Sistema electoral
La Municipalidad Provincial de Puno es el órgano administrativo y de gobierno de la provincia de Puno. Está compuesta por el alcalde y el Concejo Provincial.
La votación del alcalde y el concejo se realiza en base al sufragio universal, que comprende a todos los ciudadanos nacionales mayores de dieciocho años, empadronados y residentes en la provincia de Puno y en pleno goce de sus derechos políticos, así como a los ciudadanos no nacionales residentes y empadronados en la provincia de Puno.
El Concejo Provincial de Puno está compuesto por 19 regidores elegidos por sufragio directo para un período de tres (3) años, en forma conjunta con la elección del alcalde (quien lo preside). La votación es por lista cerrada y bloqueada. Se asigna a cada lista los escaños según el método d'Hondt. Es elegido como alcalde el candidato que ocupe el primer lugar de la lista que haya obtenido la más alta votación.

## Partidos y candidatos
A continuación se muestra una lista de los principales partidos y alianzas electorales que participaron en las elecciones:
| Candidatura | Candidatura | Partidos y alianzas | Candidatos | Candidatos                 | Ideología                                               | Ref. |
| ----------- | ----------- | --- | ---------- | -------------------------- | ------------------------------------------------------- | ---- |
|             | APRA        | Lista - Partido Aprista Peruano (APRA) |            | J. Santisteban A.          | Aprismo                                                 |      |
|             | AP          | Lista - Acción Popular (AP) |            | Juan Málaga Arce           | Humanismo Nacionalismo cívico Reformismo                |      |
|             | IU          | Lista - Izquierda Unida (IU) – Unión de Izquierda Revolucionaria (UNIR) – Unidad Democrático Popular (UDP) – Partido Socialista Revolucionario (PSR) – Partido Comunista Revolucionario (PCR) – Partido Comunista Peruano (PCP) – Frente Obrero Campesino Estudiantil y Popular (FOCEP) |            | Jaime Ardiles Franco       | Marxismo-leninismo Mariateguismo Socialismo democrático |      |
|             | POMR        | Lista - Partido Obrero Marxista Revolucionario (POMR) |            | D. Vilca V.                | Trotskismo                                              |      |
|             | PRT         | Lista - Partido Revolucionario de los Trabajadores (PRT) |            | R. López V.                | Marxismo-leninismo Comunismo                            |      |
|             | FNTC        | Lista - Frente Nacional de Trabajadores y Campesinos (FNTC) |            | Abel Durán Lanza           | Nacionalismo de izquierda Tahuantinsuyismo              |      |
|             | IND         | Lista - Lista Independiente N° 3 |            | Sin información disponible | Localismo puneño                                        |      |

## Resultados

### Sumario general
|                        |                                                     |              |              |              |           |           |
| Partidos y coaliciones | Partidos y coaliciones                              | Voto popular | Voto popular | Voto popular | Regidores | Regidores |
| Partidos y coaliciones | Partidos y coaliciones                              | Votos        | %            | ±pp          | Total     | +/−       |
|                        | Izquierda Unida (IU)                                | 14,931       | 40.62        | n/a          | 8         | n/a       |
|                        | Acción Popular (AP)                                 | 11,829       | 32.18        | n/a          | 7         | n/a       |
|                        | Frente Nacional de Trabajadores y Campesinos (FNTC) | 7,081        | 19.26        | n/a          | 4         | n/a       |
|                        | Partido Revolucionario de los Trabajadores (PRT)    | 1,569        | 4.27         | n/a          | 0         | n/a       |
|                        | Partido Aprista Peruano (APRA)                      | 1,064        | 2.89         | n/a          | 0         | n/a       |
|                        | Partido Obrero Marxista Revolucionario (POMR)       | 168          | 0.46         | n/a          | 0         | n/a       |
|                        | Lista Independiente N° 3                            | 120          | 0.33         | n/a          | 0         | n/a       |
|                        |                                                     |              |              |              |           |           |
| Total                  | Total                                               | 36,762       |              |              | 19        | n/a       |
|                        |                                                     |              |              |              |           |           |
| Votos válidos          | Votos válidos                                       | 36,762       | 82.93        | n/a          |           |           |
| Votos en blanco        | Votos en blanco                                     | 2,147        | 4.84         | n/a          |           |           |
| Votos nulos            | Votos nulos                                         | 5,421        | 12.23        | n/a          |           |           |
| Votos emitidos         | Votos emitidos                                      | 44,330       | 71.66        | n/a          |           |           |
| Abstenciones           | Abstenciones                                        | 17,535       | 28.34        | n/a          |           |           |
| Votantes registrados   | Votantes registrados                                | 61,865       |              |              |           |           |
|                        |                                                     |              |              |              |           |           |
| Fuente:                |                                                     |              |              |              |           |           |

## Elecciones municipales distritales

### Resultados por distrito
La siguiente tabla enumera el control de los distritos de la provincia de Puno.
| Distrito    | Alcalde(sa) electo(a)    | Partido político | Partido político                |
| ----------- | ------------------------ | ---------------- | ------------------------------- |
| Ácora       | Esteban Quispe Mamani    |                  | Izquierda Unida                 |
| Amantaní    | Manuel Mamani Cari       |                  | Frente Nacional de Trabajadores |
| Atuncolla   | Pedro Choque Machaca     |                  | Acción Popular                  |
| Capachica   | Lucas Pérez Pimentel     |                  | Frente Nacional de Trabajadores |
| Chucuito    | Inocencio Mamani Mamani  |                  | Izquierda Unida                 |
| Coata       | Juan Coyla Capacoyla     |                  | Acción Popular                  |
| Huata       | Adrián Ramos Flores      |                  | Frente Nacional de Trabajadores |
| Mañazo      | Lucas Pacori Fernández   |                  | Frente Nacional de Trabajadores |
| Paucarcolla | Eulogio Zanabria Huisa   |                  | Frente Nacional de Trabajadores |
| Pichacani   | Feliciano Japura Cahuana |                  | Frente Nacional de Trabajadores |
| Platería    | Feliciano Nina Ramos     |                  | Izquierda Unida                 |
| San Antonio | Edilberto Pinazo Calsin  |                  | Acción Popular                  |
| Tiquillaca  | Mariano Villalta Quispe  |                  | Acción Popular                  |
| Vilque      | Pedro Vargas Silva       |                  | Frente Nacional de Trabajadores |